# Sarcolobus sulphureus
Sarcolobus sulphureus är en oleanderväxtart som beskrevs av Schlechtwr. Sarcolobus sulphureus ingår i släktet Sarcolobus och familjen oleanderväxter. Inga underarter finns listade i Catalogue of Life.